# Listă de piese de teatru irlandeze

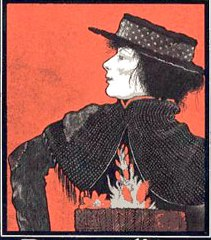
Pigmalion, afiș din 1913 cu Mrs. Patrick Campbell ca Eliza Doolittle.

Aceasta este o listă de piese de teatru irlandeze în ordine alfabetică:

## A
- At the Hawk's Well (1916), de William Butler Yeats
- Așteptându-l pe Godot (En attendant Godot, 1952/1953), de Samuel Beckett

## C
- Cathleen ni Houlihan (1902), de William Butler Yeats
- Căsătoria  (Getting Married, 1893/19082), de George Bernard Shaw
- Ce înseamnă să fii onest (1895), de Oscar Wilde
- The Countess Cathleen (1911), de W. B. Yeats

## D
- Diarmuid and Grania (1901), de W. B. Yeats
- Discipolul diavolului (1897) de George Bernard Shaw
- Dracula (1927) – piesă de teatru irlandeză de Hamilton Deane și rescrisă de dramaturgul american John L. Balderston; ecranizată în 1931 și 1979

## G
- Greșelile unei nopți (She Stoops to Conquer, 1773), de Oliver Goldsmith

## L
- Lady Windermere și evantaiul ei (1892), de Oscar Wilde
- The Land of Heart's Desire (1894), de W. B. Yeats

## M
- Mosada (1886), de W. B. Yeats

## P
- Pigmalion (Pigmalion, 1914), de George Bernard Shaw
- Purgatory (1938), de W. B. Yeats
- Profesiunea doamnei Warren (Mrs. Warren's Profession, 1893/1902), de George Bernard Shaw

## R
- The Resurrection (1927), de W. B. Yeats

## S
- Shakes versus Shav (1949), de George Bernard Shaw
- Salome (1891), de Oscar Wilde
- Soțul ideal (1895/1899), de Oscar Wilde

## Vezi și
- Listă de dramaturgi irlandezi